# Kerbal Space Program
Kerbal Space Program eller KSP är ett spel utvecklat av företaget Squad. Den senaste versionen är 1.12.5.
Spelet går ut på att bygga och sedan flyga rymdfarkoster genom ett fiktivt solsystem baserat på vårt eget. Sedan version 0.15 kan även planeten som rymdcentret ligger på, Kerbin, utforskas enklare, då en hangar med möjlighet att bygga flygplan lades till.
För att minska tiden det exempelvis tar att nå omloppsbana är planeterna nedskalade 1:10 även om densiteten är den samma. Spelet bygger på fysiska lagar vilket gör att inlärningskurvan är hög. Det är inte alltid lätt att lyckas skicka ut något i rymden, speciellt större saker till exempel rymdstationer och baser. Möjligheten att docka skeppen i omloppsbana lades till i 0.18 och löste de flesta av dessa problem då skepp nu kunde skjutas upp i flera delar och sättas ihop i rymden.
I version 0.16 av KSP gjordes alla delar om för att passa en ny skala i spelet som möjliggjorde EVA, alltså rymdpromenader. Det var nu som astronauterna som gett spelet dess namn, Kerbals, fick en större roll i spelet. Kerbals är cirka en meter långa, med ett huvud dubbelt så stort som resten av kroppen med stora ögon och i tradition med alla rymdvarelser är de limegröna till färgen. De är också ganska klantiga, och bryr sig inte över huvud taget om säkerhet. Deras högsta dröm är att utforska rymden.
Med version 0.17 kom fler planeter och månar att utforska förutom Kerbin och dess månar "the Mun" och "Minmus". Några av planeterna är inspirerade av våra planeter, till exempel Duna som är en Mars-analog.
I 0.18 lades, förutom dockning, även manöverpunkter till. Dessa visar hur, när och var man skall "köra" för att komma dit man vill, exempelvis ett annat rymdskepp eller en planet.
0.19 lade till delar för månbilar, något som endast funnits i modpacks innan. En första Linux-version släpptes också.
0.20 lade till möjligheten att plantera flaggor under EVA, en "knowledge base" för information om planeter och skepp, ett första steg mot career mode.
0.22 lade till career mode, där spelare börjar med ett begränsat antal delar men kan upptäcka nya genom att utföra experiment och vetenskapliga observationer. Man belönas med vetenskapspoäng som kan utnyttjas för att betala nya delar.
0.23 lade till buggfixar till career mode samt att man kan "trimma" innan start hur mycket bränsle man ska starta med eller åt vilka håll vingarna ska kunna gå. Spelmotorn Unity som KSP använder uppdaterades också samt mindre fixar som man inte lägger märke till i själva spelet
0.23.5 lade till asteroider, och asteroid-omdirigerings-uppdrag.
0.24 ändrade career mode från 0.23 till science mode, och lade till ett nytt career mode där man fortfarande har vetenskapspoäng, men även pengar och rykte. I det nya career mode kostar det pengar att bygga och avfyra raketer och flygplan, men man tjänar pengar genom att genomföra kontrakt. Ett misslyckande av kontraktet resulterar i att man förlorar pengar. De första kontrakten är gjorda av Squad, men efter de är avklarade kan oändliga många kontrakt genereras.
0.90.0 lade till möjligheten att kunna uppgradera dina olika byggnader som används i ditt rymdprogram. De olika uppgraderingarna sätter olika gränser på t.ex. gränser för antal delar, viktgränser, gränser för nuvarande kontrakt, gränser för nuvarande astronauter mm. Samt lades de nya MK3 delarna till flygplan till. Ett helt nytt sätt att redigera skeppet lades till med vridhjul, dragning av delar med mera. De lade även till ett sätt att navigera lättare genom att skeppet automatiskt kan följa efter en manövermarkering som man själv har bestämt hur den ska se ut, och var man ska åka.

## Spelfunktioner
I Kerbal Space Program använder man olika delar för att bygga ihop satelliter/månbilar/rymdkapslar och liknande, och därefter bygga en stor raket eller ett rymdflygplan för att skicka upp lasten i rymden och vidare till någon lämplig destination som spelaren själv väljer. Bland de olika delarna finns raketer, bränsletankar, hjul för månbilar, bemannade och obemannade rymdkapslar för att styra allt som att styras kräver och RCS thrusters; miniatyrraketer som används för precisa justeringar av en farkosts position/rörelseriktning (används mest då två olika farkoster skall dockas ihop med varandra), men även solpaneler, batterimoduler, strålkastare (i skuggan av ett träd är det dunkelt, i skuggan av en planet är allting becksvart), landningsställ för månlandare och annat smått och gott som spelaren kan behöva. Det finns också spelargjorda delar att ladda ned. Ett karriärläge där spelare börjar med ett begränsat antal delar men kan upptäcka nya genom att utföra experiment och vetenskapliga observationer lades till i version 0.22.
Föremål i rymden följer astrodynamikens lagar vilket betyder att inlärningskurvan är hög då yngre spelare sällan har kunskaperna som krävs för att få sina raketer att stanna ute i rymden under någon längre tid. 
En gratis demoversion finns att ladda ner, som är begränsad till en profil, max tre "raketer" aktiva och att Kerbin, Mun och planetsystemets stjärna är de enda himlakropparna. I demoversionen går det inte att använda sig av så kallade "add-ons", och många av raketdelarna som finns i den fullständiga versionen av spelet saknas i demoversionen.

## Himlakroppar i spelet
I spelet finns en stjärna som ibland kallas Kerbol men i spelet endast benämns som "The Sun", samt 7 planeter och 9 månar 

### Moho
Moho ligger närmast stjärnan och är en brun planet med varken atmosfär eller månar. Moho har ett kvarstående "misstag" på dess nordpol: ett hål rakt ner till vattennivån. Detta hål kallas ibland för "Mohole". Moho har en väldigt låg gravitation, vilket gör utforskning av planeten problematisk eftersom man lätt kan flyga ut i rymden om man vill förflytta sin farkost till en annan plats på ytan. 

### Eve
Eve är den andra planeten i planetsystemet och är en lila planet med en mycket tät atmosfär. Det är lätt att landa på Eve tack vare den tjocka atmosfären som tillåter effektiv användning av fallskärmar, i gengäld är det mycket svårt att få en farkost därifrån då den täta atmosfären skapar mycket motstånd och gör bränslekostnaden för att ta sig till omloppsbana mycket hög. Eve är ofta den första planeten en spelare besöker eftersom den ligger närmast Kerbin. 
Eve har en liten måne som heter Gilly. Gilly är den minsta månen i planetsystemet och är väldig svår att få en omloppsbana runt då dess dragningskraft är så svag, däremot är det väldigt lätt att ta sig därifrån. 

### Kerbin
Kerbin är den tredje planeten i planetsystemet och är mycket lik vår egen planet. Kerbin har vatten, öknar, berg och atmosfär. Att lägga en farkost i omloppsbana runt Kerbin är ofta en av de första uppgifterna spelaren utför. Kerbin har två månar: Mun och Minmus. 

### Kerbins månar
Mun är en analog till vår egen måne med ett kargt landskap fyllt av kratrar. Mun är betydligt större och än Minmus och har en starkare gravitation vilket gör landningar svårare, varvid erfarna spelare ofta rekommenderar att oerfarna först åker till Minmus då den väldigt låga gravitationen tillåter att mindre farkoster kan vändas rätt igen även om de välter.
Minmus har generellt en ojämn yta med höga berg och djupa dalar, detta landskap bryts dock på flera ställen där enorma frusna sjöar av ett okänt ämne uppstått. Dessa sjöar är nästan helt platta och är väldigt bra landningsplatser. 

### Duna
Duna liknar Mars genom sin röd/orange färg. Duna har också en atmosfär precis som Kerbin, den motsvarar dock bara 20% av Kerbins atmosfär men är tillräckligt tät för att fallskärmar skall vara funktionella. Duna har väldigt tydliga istäcken vid polerna som täcker stora delar av planetens hemisfärer. En liten måne som heter Ike kretsar runt Duna.

### Dres
Dres är nästa planet, den har ingen atmosfär eller månar men har en yta mycket lik vår måne. Dres anses av många vara en relativt ointressant himlakropp i planetsystemet, detta påstående gör att det är få spelare som åker till Dres då en spelare som har kapaciteten att färdas till Dres förmodligen också kan ta sig till Jool och dess månar som är betydligt mer attraktiva för insamling av vetenskapspoäng.

### Jool
Jool är en grön gasjätte med 5 månar. Jool har en enormt kraftfull gravitation som snabbt förintar de flesta farkoster som går tillräckligt djupt ned i atmosfären. Om man trots det tar sig tillräckligt långt ned i atmosfären resulterar det ofta i konstiga fysikbuggar som bänder kerbals i konstiga ställningar eller kastar iväg farkoster i sådana höga hastigheter att spelet antingen kraschar eller farkosten förstörs. Detta ökända fenomen kallas "The Kraken" av spelare.
Laythe är en av månarna och har en atmosfär, ytan är till större delen av är täckt av vatten. Laythe är den enda månen i spelet som har en atmosfär. De andra månarna är: Bop, Pol, Tylo och Vall.

### Eeloo
Den yttersta planeten i planetsystemet är Eeloo. Eeloo har ingen atmosfär och är täckt av is med djupa dalgångar som visar ytan under isen. Den högsta punkten på Eeloo ligger nära ekvatorn och är nästan 3,9 km hög. Om man vill ta sig till Eeloo är det fördelaktigt att planera så man kommer fram när Eeloo ligger innanför Jools omloppsbana då den har en excentrisk bana som gör att den ibland är planeten näst längst ut. Detta innebär att bränslekostnaden för en resa till Eeloo blir betydligt lägre. Eeloo är sannolikt menad att likna Jupiters måne Europa som har liknande mönster på sin yta.    
Gilly, Bop och Pol är möjligtvis asteroider som någon gång fångats av dragningskraften hos sin planet och fått en permanent bana. Detta kan lätt ses på Bop eftersom dess bana är väldigt sned och elliptisk.